# Aethriscus
Aethriscus is een geslacht van spinnen uit de  familie van de wielwebspinnen (Araneidae).

## Soorten
- Aethriscus olivaceus Pocock, 1902
- Aethriscus pani Lessert, 1930